# Wenzel Franz Karl Košinský von Košín

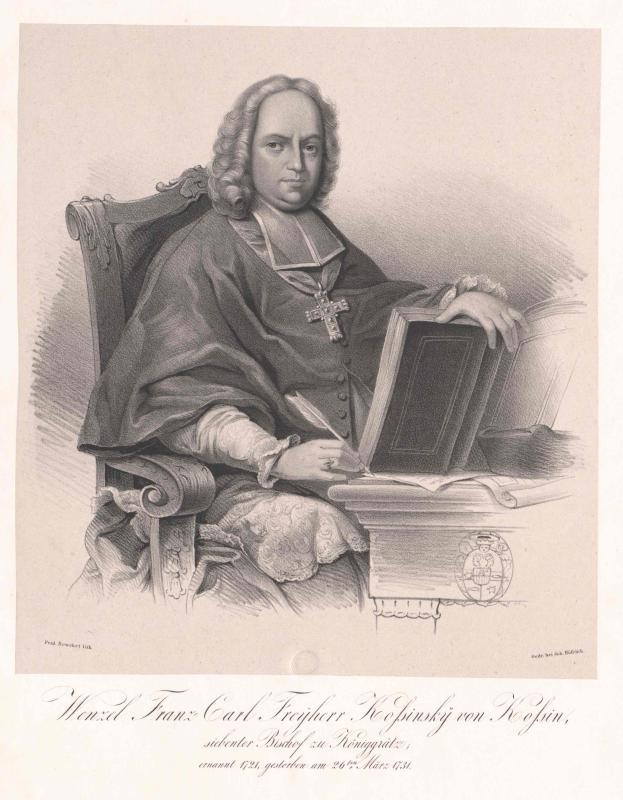
Wenzel Franz Karl Košinský von Košín

Wenzel Franz Karl Košinský von Košín (auch: Wenzel Franz Karl Reichsfreiherr Koschinsky von Koschin; tschechisch Václav František Karel Košín; * 6. Februar 1673 in Brünn; † 26. März 1731 in Chrast) war Bischof von Königgrätz.

## Herkunft und Werdegang
Sein Vater Johann Georg Ignaz Košinský von Košín war Stadtsyndikus in Brünn, später Gerichtsassessor und danach Hofrat und Geheimer Sekretär der königlichen Böhmischen Hofkanzlei in Wien. 1682 erhielt er das mährische Inkolat.
Wenzel Franz Karl Košinský von Košín studierte in Rom Theologie und Kanonisches Recht und erwarb in Olmütz den akademischen Grad eines Dr. iur. can. 1695 wurde er zum Priester geweiht. Seit 1702 war er Pfarrer an der Olmützer St.-Mauritz-Kirche, die beim Stadtbrand 1709 vernichtet worden war und die er aus eigenen Mitteln wieder errichten ließ. Wohl deshalb wurde er 1713 Domherr am Olmützer Wenzelsdom.
Nach dem Tod des Königgrätzer Bischofs Johann Adam Wratislaw von Mitrowitz nominierte Kaiser Kar VI. am 9. Januar 1721 Wenzel Franz Karl Košinský von Košín zu dessen Nachfolger. Der päpstlichen Bestätigung vom 1. Dezember d. J. folgte am 8. Februar 1722 die Bischofsweihe durch den Olmützer Weihbischof Braida.
Neben seinen seelsorglichen Aufgaben verbesserte Košinský die Verwaltung der bischöflichen Güter und erbaute 1728 den Ostflügel des Schlosses Chrast. 1729 ordnete er aus Anlass der Heiligsprechung des Johannes von Nepomuk dreitägige Kirchenfeiern an.